# Garamba nationalpark
Garamba nationalpark i Ueleprovinsen i den nordøstlige del af  den Demokratiske Republik Congo blev etableret i 1938. Den er en af Afrikas ældste nationalparker, og blev indskrevet på UNESCOs verdensarvsliste i 1980. Parken der dækker et areal på 4.920 km², ligger mellem 710 og 1.061 moh., og består af savanne, græsland, moseområder og stedsegrønne galleriskove. Parken rummer bestande af fire store pattedyr: elefanter, giraffer, flodheste og frem for alt verdens sidste vildtlevende bestand af den nordlige underart af  hvidt næsehorn (Ceratotherium simum cottoni ), på kun omkring 30 individer. Der løber tre floder gennem parken: Dungu, Aka, og Garamba. Parken ligger ved grænsen til Sudan, og grænser til det sudanesiske Lantoto vildtreservat.

## Historie
Parken blev etableret i 1938, efter at en tidligere Albert Nationalpark havde eksisteret siden 1925. Omkring  1960 startede et omfattende krybskytteri mod hvidt næsehorn, som reducerede bestanden fra ca 1.000 i 1960, til ca 500 i 1976 og 15 i 1984. Flere miljøbeskyttelsesorganisationer reagerede på dette, og parken blev opført på listen over truede verdensarvssteder. Området er sårbart for krybskytteri da det ligger afsides, og nær grænsen til tre lande. Myndighedernes indsats for at bevare næsehornet førte til at parken i 1992 kortvarigt blev fjernet fra farelisten.  
Efter at en by i nærheden blev indtaget af SPLA – Sudanese People's Liberation Army i 1991 begyndte sudanesiske flygtninge at bosætte sig i områder rundt omkring parken. I 1993 var der 50.000 flygtninge i området. SPLAs nærvær førte flere skydevåben ind i området, og førte til tung beskatning af faunaen i parken. Vildtopsynstjenesten var ikke i stand til at kontrollere dette, og 121 dyr blev dræbt mellem 1993 og 1995. Efter at 2 hvide næsehorn blev skudt i 1996 blev parken igen opført på listen over truede verdensarvsteder.